# Японская исполинская саламандра

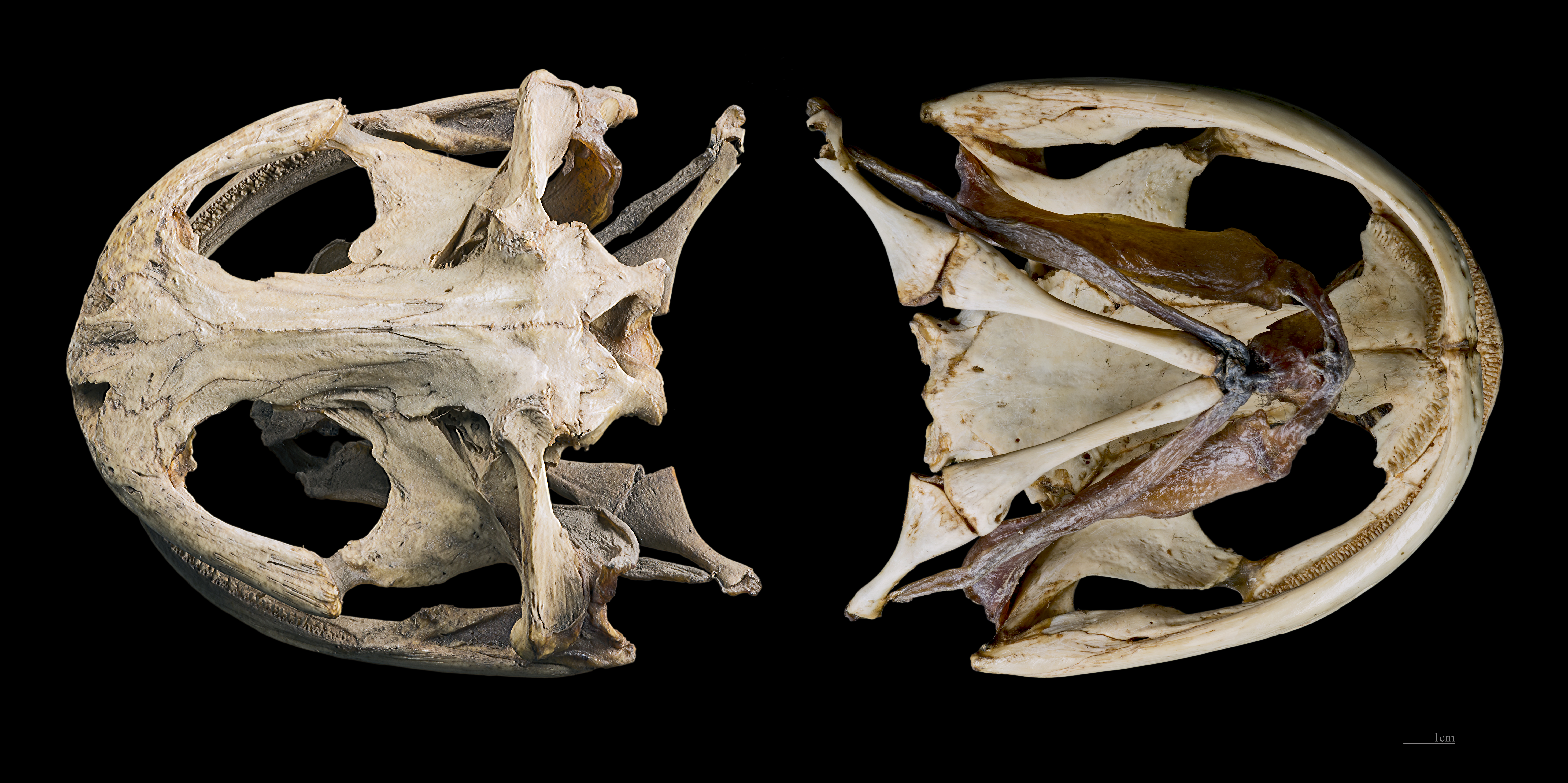
Череп Andrias japonicus

Япо́нская исполи́нская саламандра, или японская гигантская саламандра (лат. Andrias japonicus, ханзаки или каффа в Японии) — вид животных из рода Andrias отряда хвостатых земноводных, одна из самых крупных саламандр в мире.
Впервые вид был описан и каталогизирован в 1820-х годах, когда одну из саламандр поймал немецкий естествоиспытатель Филипп Франц фон Зибольд, в то время работавший в Японии и живший на острове Дэдзима в префектуре Нагасаки.
Он отправил пойманную саламандру в город Лейден (Нидерланды).
В Японии мясо саламандры употребляется в пищу и считается деликатесом.
Практикуется разведение исполинских саламандр на фермах.
Вид относится к категории Near Threatened (виды, находящиеся в состоянии, близком к угрожаемому) по классификации Комиссии по выживанию видов МСОП.

## Распространение
Исполинская саламандра — эндемик Японских островов.
Вид распространён на западной части острова Хонсю, всей территории острова Сикоку и частично на острове Кюсю.

## Описание

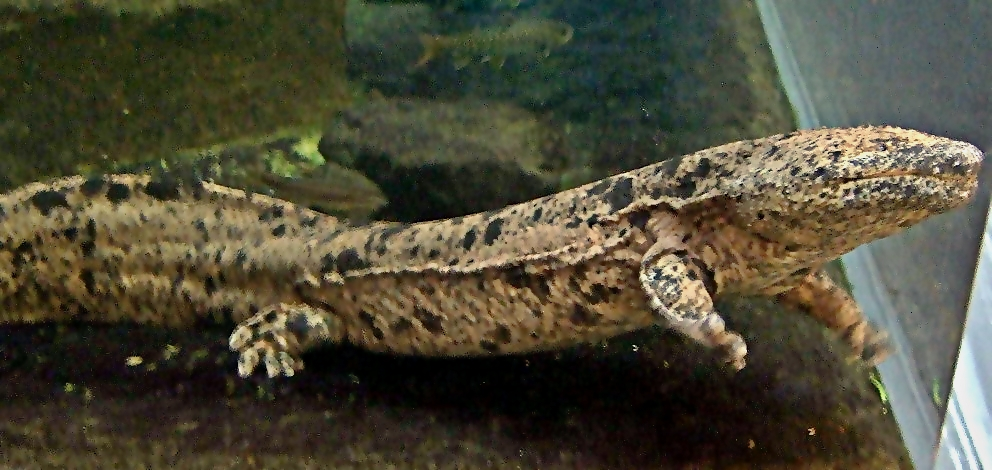
Японская исполинская саламандра в аквариуме

Японская исполинская саламандра по внешнему виду напоминает другой вид — китайскую исполинскую саламандру (лат. Andrias davidianus), и отличается лишь расположением бугорков на голове.
Общая длина взрослых саламандр составляет от 30 до 150 см с длиной тела от 20 до 90 см. Средняя длина животных в природе 60—70 см. Масса половозрелых животных составляет от 1,5 до 35 кг. Самая крупная особь, найденная в дикой природе, весила 26,3 кг при длине 136 см. 
Тело саламандры имеет уплощённую форму и окрашено в тёмные коричневые, бурые и чёрные тона.
Голова крупная и широкая, глаза широко расставлены.
Жабры исчезают после достижения саламандрой половой зрелости.
Хвост сжат с боков.
Конечности короткие и толстые.
На передних лапах по четыре пальца, на задних — по пять.
Саламандры отличаются плохим зрением, для определения положения в пространстве и положения других объектов они полагаются на другие органы чувств.
Обмен веществ саламандр замедленный, они могут неделями обходиться без пищи.
Максимальная зарегистрированная продолжительность жизни исполинской саламандры составляет 55 лет.
Саламандры этого вида способны к регенерации, что встречается и у других видов рода.

## Образ жизни
В основном, ведёт водный образ жизни, где охотится и происходит размножение, при этом весьма комфортно чувствует себя и на суше, хоть и перемещается значительно медленнее, чем в воде.
Дыхание в основном кожное.
Активна в сумерках и ночью.
Предпочитает холодные, быстротечные горные ручьи и реки.
Питается рыбой и мелкими земноводными, ракообразными и насекомыми. Охота выглядит как всасывание и, как правило, пища не пережёвывается, а переваривается уже внутри.
Период размножения — август—сентябрь.
Самка откладывает яйца в вырытой под берегом на глубине 1—3 м норе. Число яиц — несколько сотен, диаметр яйца — 6—7 мм. Самец оберегает икру, хвостом создавая ток воды для улучшения аэрирования кладки. Инкубационный период при температуре 12—13°С длится 60—70 суток. Длина новорождённых личинок около 30 мм.